# La Asunción
La Asunción é uma cidade venezuelana capital do estado de Nueva Esparta e do município de Arismendi.

Vista panorâmica de La Asunción.